# Tennis in carrozzina ai XVI Giochi paralimpici estivi
Le gare di tennis in carrozzina ai XVI Giochi paralimpici estivi si sono svolte dal 27 agosto al 4 settembre 2021 presso l'Ariake Coliseum.

## Formato
Le competizioni previste erano 6: quattro negli Open (singolo e doppio, entrambi divisi in maschili e femminili) e due nel Quad (singolo e di coppia).

## Calendario
| Evento            | Data   | Data   | Data   | Data   | Data   | Data  | Data  | Data  | Data  | Data  | Data  | Data  | Data  |
| Evento            | Ven 27 | Sab 28 | Dom 29 | Lun 30 | Mar 31 | Mer 1 | Mer 1 | Gio 2 | Gio 2 | Ven 3 | Ven 3 | Sab 4 | Sab 4 |
| ----------------- | ------ | ------ | ------ | ------ | ------ | ----- | ----- | ----- | ----- | ----- | ----- | ----- | ----- |
| Singolo maschile  | R      | R      | R      | R      |        | QF    | QF    | SF    | SF    |       |       | B     | F     |
| Singolo femminile |        | R      |        | R      | QF     |       |       | SF    | SF    | B     | F     |       |       |
| Doppio maschile   |        | R      | R      | QF     | SF     |       |       | B     | B     | F     | F     |       |       |
| Doppio femminile  | R      |        | QF     |        |        | SF    | SF    | B     | B     |       |       | F     | F     |
| Quad singolo      |        | R      |        | QF     | SF     |       |       | B     | F     |       |       |       |       |
| Quad doppio       | QF     |        | SF     |        |        | B     | F     |       |       |       |       |       |       |

| R | Round preliminari | QF | Quarti di finale | SF | Semifinali | B | Finale medaglia di bronzo | F | Finale medaglia d'oro |

## Podi
| Evento            | Oro                                       | Argento                                   | Bronzo                                    |
| Singolo maschile  | Shingo Kunieda                            | Tom Egberink                              | Gordon Reid                               |
| Singolo femminile | Diede de Groot                            | Yui Kamiji                                | Jordanne Whiley                           |
| Doppio maschile   | Francia Stéphane Houdet Nicolas Peifer    | Gran Bretagna Alfie Hewett Gordon Reid    | Paesi Bassi Tom Egberink Maikel Scheffers |
| Doppio femminile  | Paesi Bassi Diede de Groot Aniek van Koot | Gran Bretagna Lucy Shuker Jordanne Whiley | Giappone Yui Kamiji Momoko Ohtani         |
| Quad singolo      | Dylan Alcott                              | Sam Schroder                              | Niels Vink                                |
| Quad doppio       | Paesi Bassi Sam Schroder Niels Vink       | Australia Dylan Alcott Heath Davidson     | Giappone Mitsuteru Moroishi Koji Sugeno   |